# Menekült

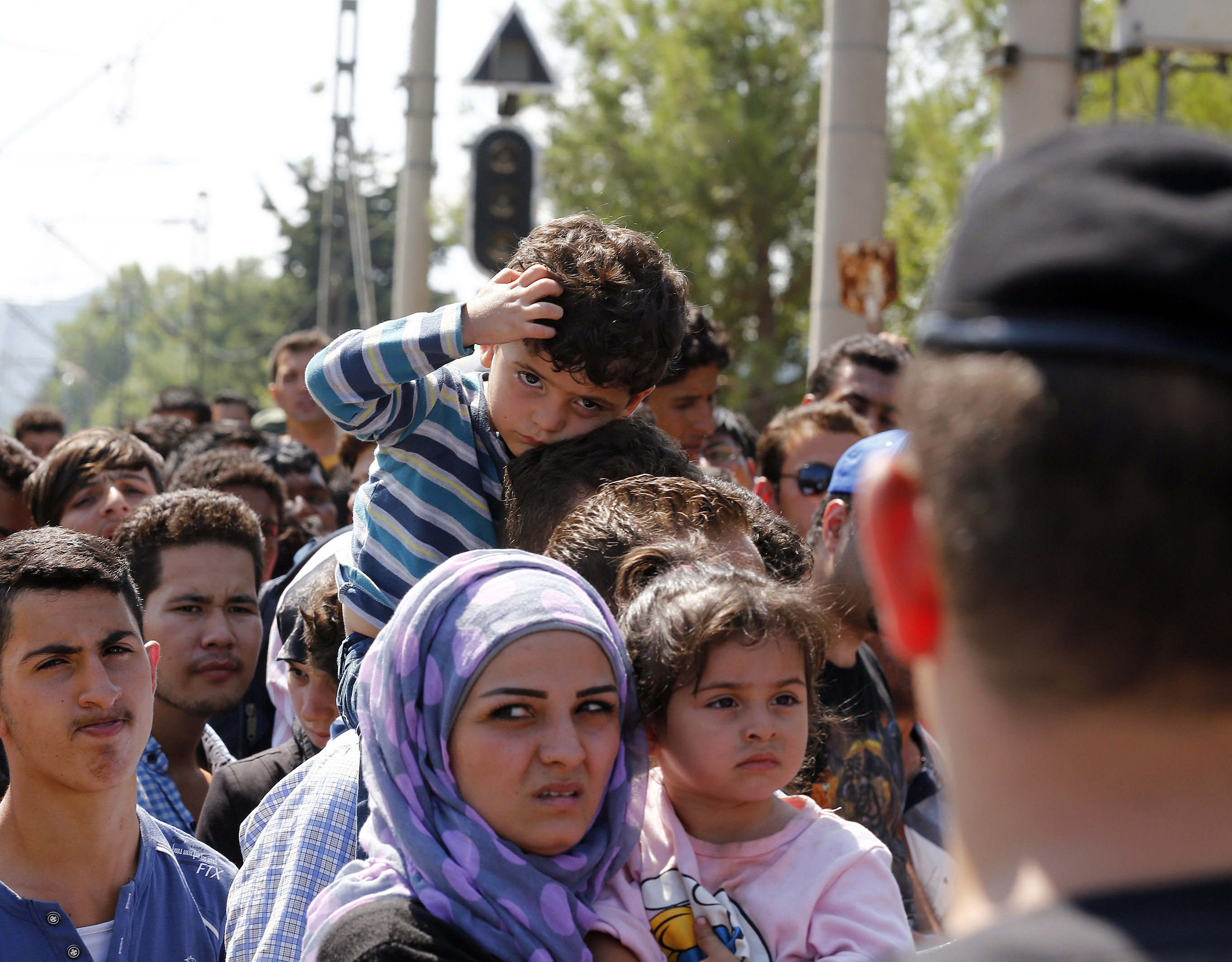
Menekültek a görög–macedón határnál

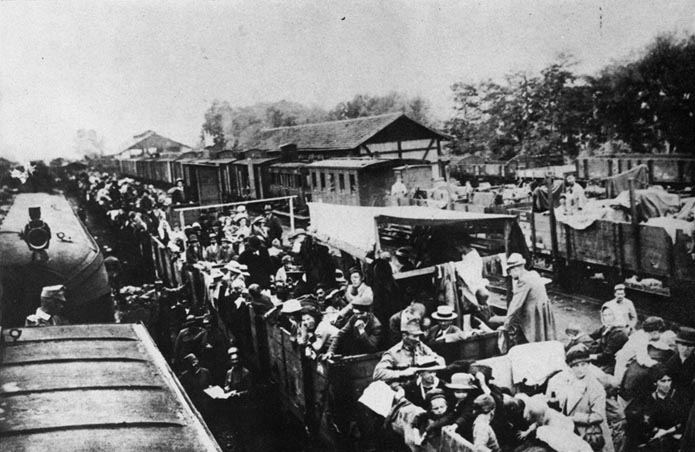
A román betörés elől menekülők 1916. augusztus végén, Brassónál

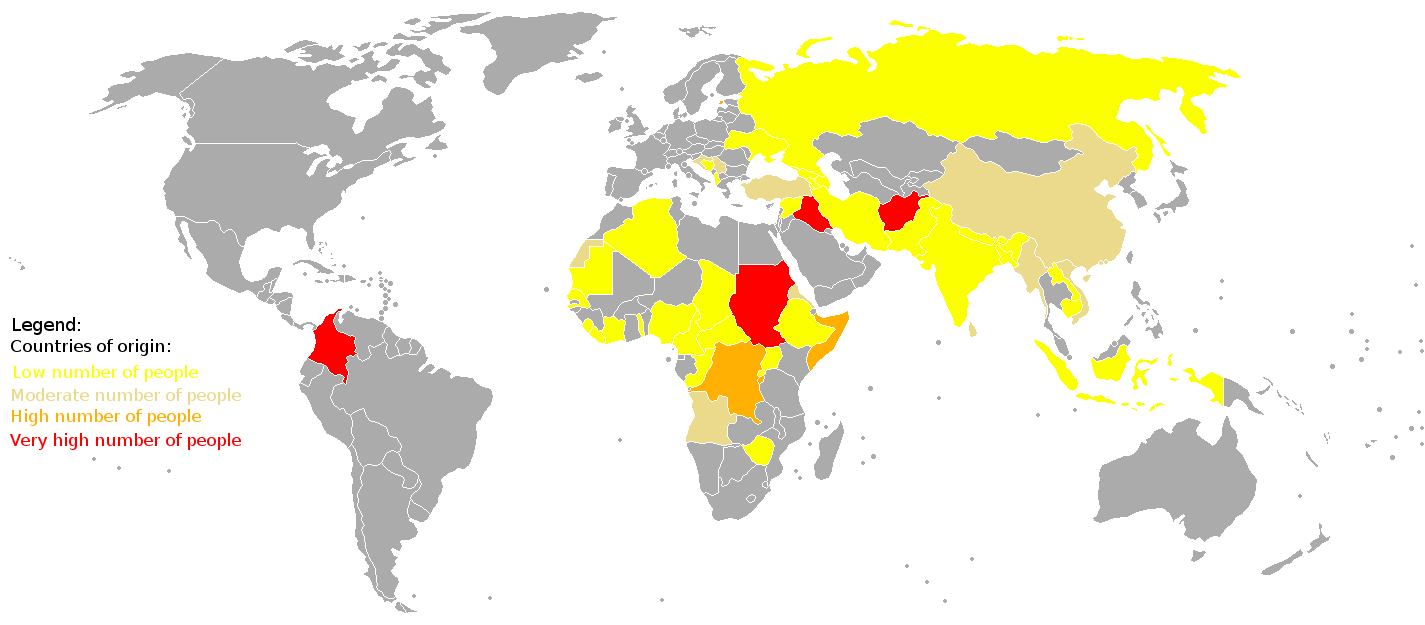
Menekültek/menedékkérők származási országának térképe (= külföldre menekülők) 2007-ben

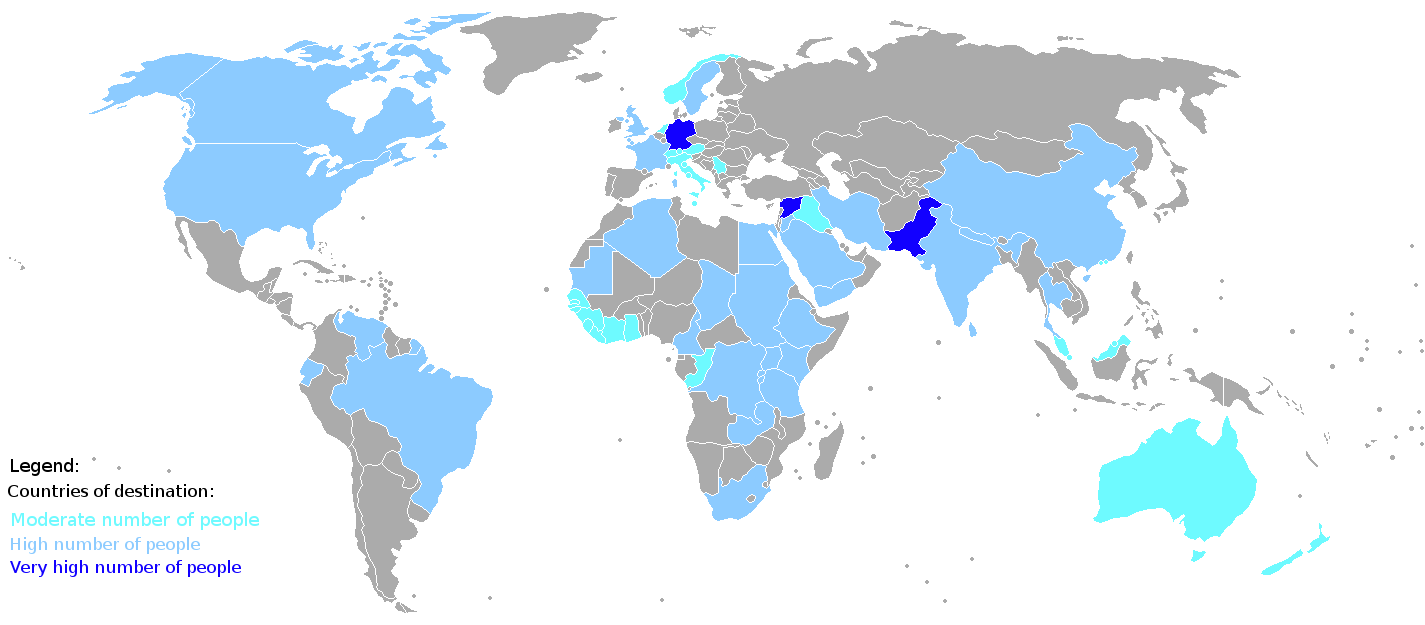
Menekültek/menedékkérők célországának térképe (= külföldre menekülők) 2007-ben

A menekült olyan személy, aki származási vagy szokásos lakhelyének országán kívül van, mert vallási, nemzetiségi, vagy politikai üldözés éri, vagy mert egy üldözött társadalmi csoport tagja. E személy menedékkérő, míg el nem ismeri menekültnek az állam, amelyhez fordul.
A menekült nők és gyermekeik a menekültek egy további, különleges bánásmódot igénylő részét képezik. A menekültrendszer sikeres működéséhez az országoknak lehetővé kell tenniük a nyitott határokat a konfliktusok elől menekülőknek, különösen e konfliktusokhoz közel eső országok számára. Ez sok ember által segített program, de még mindig vannak hibái. Megfelelő menekülttáborba jutni nehéz procedúra.
2005. december 31-én a menekültek legnagyobb származási országai: Afganisztán, Irak, Sierra Leone, Mianmar, Szomália, Dél-Szudán és Palesztina voltak.

## Meghatározása
Az ENSZ 1951-es menekültügyi egyezménye értelmében a menekült sokkal szűkebben értelmezett (1A cikk), úgymint: egy személy, aki „faji, vallási okok, nemzeti hovatartozása, illetve meghatározott társadalmi csoporthoz való tartozása vagy politikai meggyőződése miatti üldözéstől való megalapozott félelme miatt az állampolgársága szerinti országon kívül tartózkodik, és nem tudja, vagy az üldözéstől való félelmében nem kívánja származási országának védelmét igénybe venni.” Ezt terjeszti ki az Egyezmény 1967-es Protokollja és Afrika és Latin-Amerika helyi konvenciói azokra is, akik háború vagy más erőszak elől menekülnek saját hazájukból.
A menekült fogalmát gyakran használják azokra a hontalan személyekre is, akik kívül esnek az Egyezmény jogi meghatározásán vagy mert anyaországukat nem háború vagy üldöztetési félelem miatt hagyták el, vagy mert hazájukon belül kényszerítik őket migrációra. Az Afrikai egységszervezet által 1969-ben elfogadott Az afrikai menekültgondok speciális szempontjairól rendelkező egyezmény kiterjeszti a fogalmat azokra, akik nem csak üldöztetés, hanem akár külső erőszak, elfoglalás, külső erők uralma vagy a közrend súlyos háborgatásai miatt hagyják el hazájukat.
A menekültek meghatározása jogközösségként a második világháború után Kelet-Európából menekülő tömegekre adott válaszként történt. A menekültek védelmét koordináló vezető nemzetközi ügynökség Az ENSZ Menekültügyi Főbiztosa (UNHCR), amely 8 400 000 menekültet számlált világszerte 2006 elején. Ez volt a legkisebb szám 1980 óta.
A menekülteket gyakran összetévesztik az emigránsokkal, utóbbi időben gyakran csak migráns elnevezéssel illetve őket. A menekültekkel szemben utóbbiak nem fenyegetés, vagy üldöztetés miatt, hanem a jobb élet reményében hagyják maguk mögött szülőföldjüket, és telepednek le más országban. Mivel az emigránsokat nem hazájukban üldözik, ezért a menekültekkel szemben nekik a hazatérés nem jelentene problémát. Nemzetközi jogi szempontból nemzetközi védelem csak a menekülteket illeti meg, míg a migránsokat az adott ország törvényei szerint kezelik, ahová bevándoroltak.

## UNHCR
A genfi székhelyű Az ENSZ Menekültügyi Főbiztosa (UNHCR) Hivatala (alapítva: 1950. december 14.) védi és támogatja a menekülteket, akik egy kormányhoz vagy az ENSZ-hez fordulnak, amely segíti hazatelepülésüket vagy letelepedésüket. A Föld minden menekültje az UNHCR mandátuma alatt áll, kivéve azon palesztinai arabokat, és leszármazottaikat, akik 1947 és 1949 között a tervezett Izrael állam elől menekültek. Azonban azok a palesztinok, akik 1949 után Ciszjordániából és Gázából menekültek (például az 1967-es hatnapos háború alatt) az UNHCR joghatósága alatt állnak.
Az UNHCR nemcsak a menekülteket védi, hanem más lakhelyüket elhagyni kényszerült vagy szükséget szenvedő embereket; a menedékkérőket, az életük újraépítéséhez segítségre szoruló hazatért menekülteket, a menekültek mozgása által közvetlenül érintett helyi civil közösségeket, hontalanokat és az úgynevezett lakhelyüket elhagyni kényszerülteket (IDP) is. A lakhelyüket elhagyni kényszerültek olyan civilek, akiket lakhelyükről menekülésre kényszerítettek, de nem értek el egy szomszédos országba és így, a menekültekkel ellentétben nem védi őket a nemzetközi jog és így nagyon nehezen tudnak bármiféle segítséghez jutni. Ahogy a háborúk természete változott az elmúlt pár évtizedben, sok belső konfliktus váltotta fel az államközi háborúkat, a lakóhelyüket elhagyni kényszerülők száma jelentősen emelkedett, ma már (2012) több mint 5 millió ilyen embert tartunk számon világszerte.
A UNHCR elnyerte a Nobel-békedíjat 1954-ben és 1981-ben. A hivatal feladata vezetni és koordinálni a menekülteket védő nemzetközi akciókat, és megoldani a menekültügyi gondokat világszerte. Fő célja a menekültek jogainak és megfelelő ellátáshoz jutásuknak védelme. Igyekszik biztosítani, hogy mindenki gyakorolhassa menedékkérelmi jogát és hogy biztonságosan megmeneküljön egy másik államban az önkéntes hazatérés, integráció vagy egy harmadik országban való letelepedés lehetőségével.
Számos híresség UNHCR Jószolgálati Nagykövet, jelenleg többek között Angelina Jolie, Giorgio Armani és mások. Aki eddig a legtöbb anyagi és önkéntes munkával való támogatást szerezte meg az UNHCR számára, Luciano Pavarotti volt.

## Menekülteket segítő szervezetek Magyarországon

### Artemisszió Alapítvány
Az alapítvány küldetése, hogy a társadalom minél szélesebb rétegei számára lehetőséget biztosítson olyan tevékenységekben való részvételre, illetve olyan készségek elsajátítására, amelyek erősítik az emberek közötti kapcsolatokat, javítják a kommunikációs és konfliktuskezelési készségeket, hozzájárulnak a tolerancia, a kölcsönös megértés és az együttműködés kialakulásához.

### Cordelia Alapítvány a Szervezett Erőszak Áldozataiért
1996-ban jött létre azzal a céllal, hogy segítséget nyújtson a Magyarországra érkező, kínzást vagy más súlyos traumát átélt menedékkérőknek, menekülteknek és családtagjaiknak pszichiátriai, pszichoterápiás, pszichológiai kezeléssel, pszichoszociális tanácsadással.

### Jezsuita Menekültszolgálat
A Jezsuita Menekültszolgálat a tanulók kísérésével, tanári workshopok szervezésével és oktatási segédanyagok fejlesztésével segíti az iskolai befogadás folyamatát.

### Magyar Helsinki Bizottság
Az emberi jogok védelmére 1989-ben alapított magyarországi egyesület. Tevékenységi területei a menekülők jogvédelme (hontalan, idegenrendészeti vagy menekültügyi őrizetben lévő, illetve kísérő nélküli menedékkérő külföldiek jogvédelme, ingyenes jogi segítségnyújtás), a fogvatartottak jogainak védelme és a tisztességes eljárások ellenőrzése, valamint a jogállamért való fellépés.

### Menedék Migránsokat Segítő Egyesület
A Magyarországra bevándorló, illetve innen elvándorló hazai és külföldi állampolgárok társadalmi integrációjának elősegítésével foglalkozik, szociális, oktatási és kulturális programokon keresztül.

### Migration Aid
A Migration Aid működteti jelenleg Magyarország legnagyobb tranzit menekültszállóját, a budapesti Madridi utcában. Hosszútávú szállásként Győrben működik egy 70 fő befogadására alkalmas menekültszállásuk.

### Ökumenikus Segélyszervezet
A szervezet Ukrajnai Menekülteket Támogató Központot hozott létre Budapesten. Itt az információnyújtás mellett természetbeni adományokkal, képzésekkel, munkaerőpiaci szolgáltatásokkal, jogi tanácsadással és közösségi programok szervezésével segítik a rászorulókat.

## Fordítás
- Ez a szócikk részben vagy egészben  a   Refugee című angol Wikipédia-szócikk ezen változatának fordításán alapul.  Az eredeti cikk szerkesztőit annak laptörténete sorolja fel. Ez a jelzés csupán a megfogalmazás eredetét és a szerzői jogokat jelzi, nem szolgál a cikkben szereplő információk forrásmegjelöléseként.